# Gir postcentral
El gir postcentral és un gir prominent al lòbul parietal lateral del cervell humà. És la ubicació de l'escorça somatosensorial primària, la principal àrea sensorial receptiva del sentit del tacte. Com altres àrees sensorials, hi ha un mapa de l'espai sensorial en aquesta ubicació, anomenat homúncul sensorial.
L'escorça somatosensorial primària es va definir inicialment a partir d'estudis d'estimulació superficial de Wilder Penfield i estudis de potencial superficial paral·lel de Bard, Woolsey i Marshall. Encara que inicialment es va definir sensorial [cal aproximadament el mateix que les àrees de Brodmann 3, 1 i 2, un treball més recent de Kaas ha suggerit que per a l'homogeneïtat amb altres camps sensorials només s'hauria de referir a l'àrea 3 com a "escorça somatosensorial primària", ja que rep la major part. de les projeccions talamocorticals dels camps d'entrada sensorial.

## Estructura
El gir postcentral lateral està limitat per:
- fissura longitudinal medial medialment (al mig)
- solc central rostral (davant)
- solc postcentral caudalment (a l'esquena)
- solc lateral inferior (a sota)

El gir postcentral inclou les àrees de Brodmann 1, 2 i 3. L'àrea 1 de Brodmann ocupa l'àpex del gir postcentral.

## Galeria d'Imatges

Gir postcentral (animació)
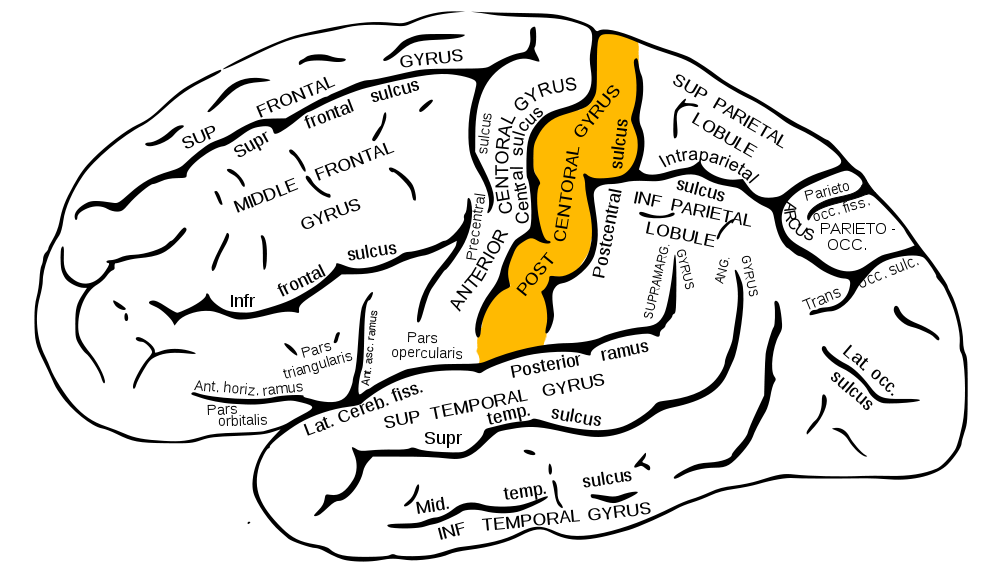
Superfície lateral de l'hemisferi cerebral esquerre, vist des del costat.
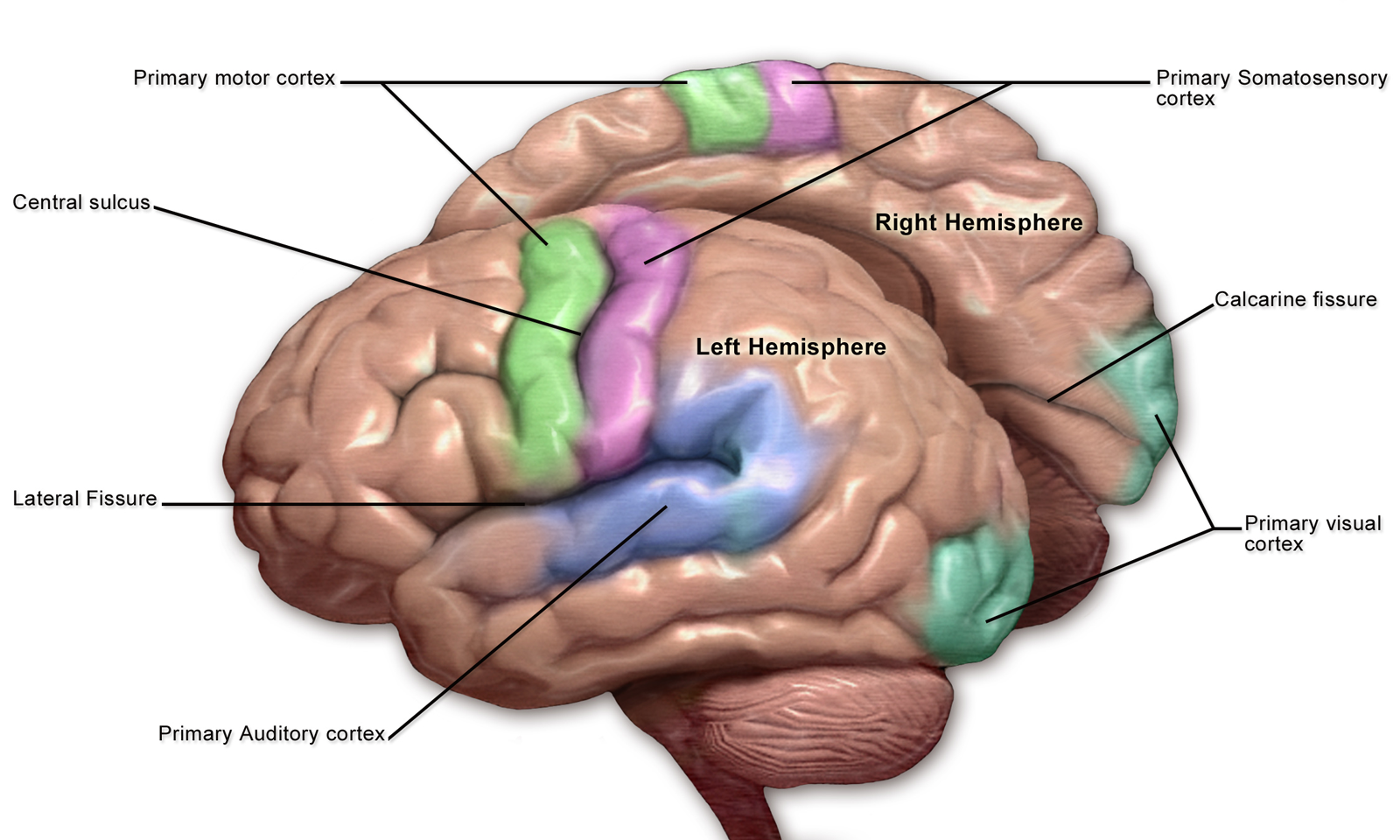
Escorça primària, inclosa l'escorça somatosensorial primària (etiquetada en violeta)
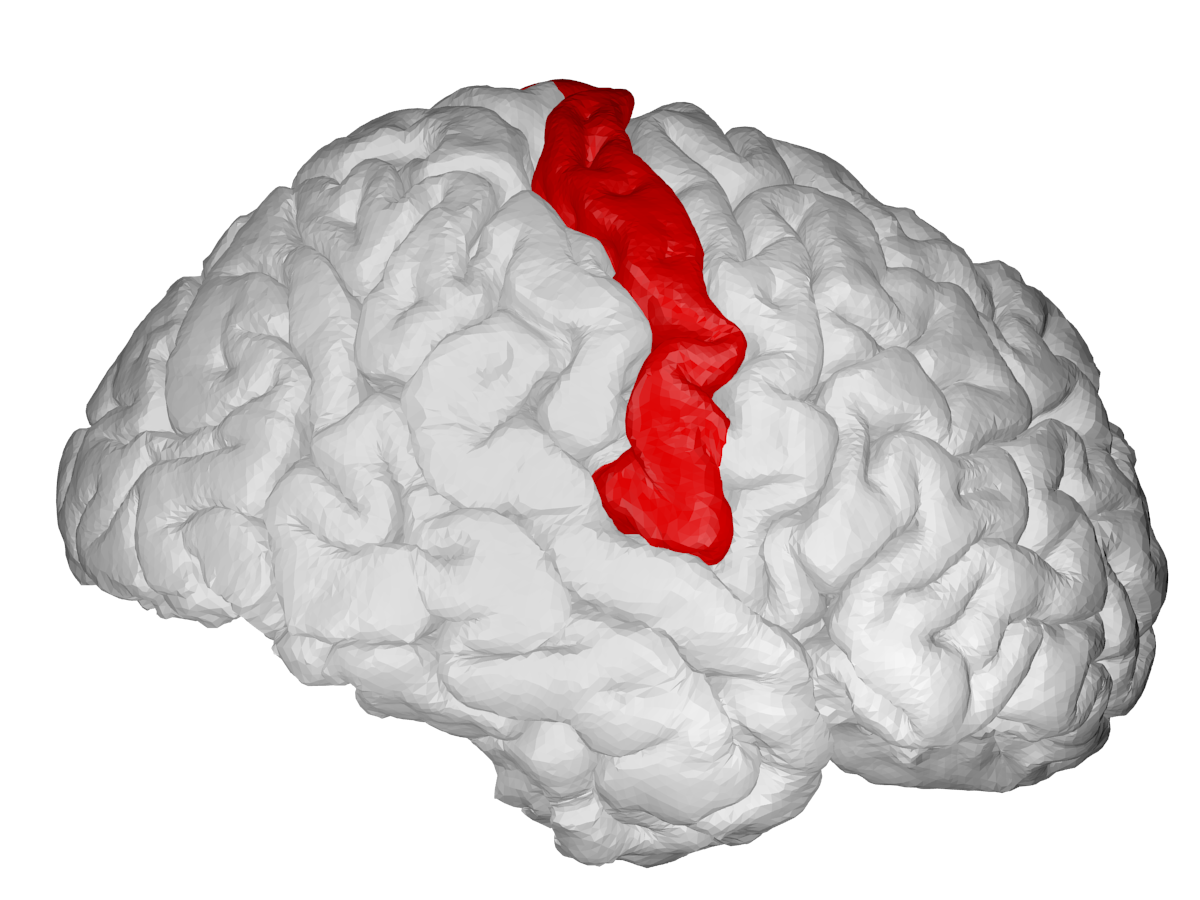
Gir postcentral, mostrat a l'hemisferi dret.
Gir postcentral ressaltat en verd a les imatges de ressonància magnètica T1 coronal
Gir postcentral ressaltat en verd a les imatges de ressonància magnètica T1 sagital
Gir postcentral ressaltat en verd a les imatges de ressonància magnètica T1 transversal